# Lucy Brown
Lucy Brown (Crawley, 13 febbraio 1979) è un'attrice inglese. È nota soprattutto per i suoi ruoli nella serie televisiva Primeval.

## Biografia
Brown è nata a Crawley, West Sussex, ma cresciuta a Cambridgeshire. È la figlia di Chris e Helen Brown e ha un fratello minore chiamato Mark. Brown frequentò prima il Kings College Prep School e poi il Oundle School di Northamptonshire, che poi lasciò per frequentare l'Hills Road Sixth Form College di Cambridge. Si diplomò alla Guildhall School of Music and Drama. Nel dicembre del 2007, ha ottenuto il titolo di Most Beautiful English Actress of the Year (traduzione: "attrice inglese più bella dell'anno") da una giuria di 104 attori.
Nelle serie televisive, ha svolto ruoli di grande importanza, come Celia Burroughs nella serie Sharpe's Challenge, o come Claudia Brown e Jenny Lewis (la prima una funzionaria del dipartimento inglese, mentre la seconda un ufficiale delle pubbliche relazioni) nella serie fantascientifica Primeval (2007-2009). È inoltre apparsa nel terzo episodio della serie Harley Street, nei panni di "Maya". Dopo aver lasciato il cast di Primeval durante la terza stagione, ora è attualmente protagonista della serie The Philanthropist, trasmessa dalla NBC. Nel 2009 ha interpretato Helen Markham nell'episodio Il bug della serie L'ispettore Barnaby. Nel 2010 è apparsa nel film poliziesco Bonded by Blood di Sacha Bennett.

## Filmografia

### Cinema
- Minotauro (Minotaur), regia di Jonathan English (2006)
- Raccolto amaro (Bitter Harvest), regia di George Mendeluk (2017)

### Televisione
- Nord e Sud (North and South) – miniserie TV, 3 puntate (2004)
- Vai dove ti porta il cuore (Whatever Love Means), regia di David Blair – film TV (2005)
- Malice Aforethought, regia di David Blair – film TV (2005)
- Peter Warlock: Some Little Joy, regia di Tony Britten – film TV (2005)
- Sharpe – serie TV, 1 episodio (2006)
- Primeval – serie TV, 19 episodi (2007-2011)
- Harley Street – serie TV, 1 episodio (2008)
- L'ispettore Barnaby (Midsomer Murders) – serie TV, episodio 12x04 (2009)
- The Philanthropist – serie TV, 1 episodio (2009)
- Arctic Predator : Terrore tra i ghiacci (Arctic Predator), regia di Víctor Garcia – film TV (2010)
- New Tricks - Nuove tracce per vecchie volpi (New Tricks) – serie TV, 1 episodio (2011)
- The Village – serie TV, 4 episodi (2014)

## Doppiatrici italiane
- Laura Latini in Minotauro
- Chiara Colizzi in Primeval